# International Speedway Corporation
A International Speedway Corporation (ISC) é uma empresa cuja principal atividade é a gestão de circuitos da NASCAR. Foi fundada em 1953 por Bill France, Sr. após a construção do Daytona International Speedway, em 1999 se fundiu com a Penske Motorsports e passou a ser a maior administradora de circuitos dos Estados Unidos. A empresa tem desempenhado um importante, embora controverso, papel na modernização do esporte. A companhia tem trabalhado junto com a NASCAR para criar novas pistas e adaptar as antigas, embora, como ambas as empresas têm vários membros da família France, os concorrentes da ISC apresentaram vários recursos judiciais por motivos antitruste.

## Circuitos
A ISC possui atualmente 13 circuitos que hospedam 19 corridas da Sprint Cup Series.

### ISC tracks
| Nome                            | Localização       | Tamanho                           | Capacidade | Inaguração | Aquisição |
| ------------------------------- | ----------------- | --------------------------------- | ---------- | ---------- | --------- |
| Auto Club Speedway              | Fontana, CA       | 2 milhas (3 km)                   | 92,000     | 1997       | 1999      |
| Chicagoland Speedway            | Joliet, IL        | 1,5 milhas (2,4 km)               | 75,000     | 2001       | 2007      |
| Darlington Raceway              | Darlington, SC    | 1,366 milhas (2,198 km)           | 63,000     | 1950       | 1982      |
| Daytona International Speedway  | Daytona Beach, FL | 2,5 milhas (4,0 km)               | 168,000    | 1959       | 1959      |
| Homestead-Miami Speedway        | Homestead, FL     | 1,5 milhas (2,4 km)               | 65,000     | 1995       | 1999      |
| Kansas Speedway                 | Kansas City, KS   | 1,5 milhas (2,4 km)               | 81,687     | 2001       | 2001      |
| Martinsville Speedway           | Ridgeway, VA      | ,526 milhas (0,847 km)            | 65,000     | 1947       | 2004      |
| Michigan International Speedway | Brooklyn, MI      | 2,0 milhas (3,2 km)               | 137,243    | 1968       | 1999      |
| Phoenix International Raceway   | Avondale, AZ      | 1,0 milha (1,6 km)                | 76,812     | 1964       | 1997      |
| Richmond International Raceway  | Richmond, VA      | ,75 milhas (1,21 km)              | 107,097    | 1946       | 1999      |
| Route 66 Raceway                | Joliet, IL        | ,25 milhas (0,40 km) dragstrip    | 30,000     | 1998       | 2007      |
| Talladega Superspeedway         | Talladega, AL     | 2,66 milhas (4,28 km)             | 175,000    | 1969       | 1969      |
| Watkins Glen International      | Watkins Glen, NY  | 2,45 milhas (3,94 km) road course | 41,000     | 1948       | 1997      |

### Antigas ou inativas
| Nome                             | Localização    | Tamanho                 | Capacidade | Inauguração | Aquisição | Fechamento |
| -------------------------------- | -------------- | ----------------------- | ---------- | ----------- | --------- | ---------- |
| Nazareth Speedway                | Nazareth, PA   | 0,946 milhas (1,522 km) | 37,424     | 1966        | 1999      | 2004[B]    |
| North Carolina Speedway          | Rockingham, NC | 1,017 milhas (1,637 km) | 60,122     | 1965        | 1999      | 2004[B]    |
| Pikes Peak International Raceway | Fountain, CO   | 1,0 milha (1,6 km)      | 62,000     | 1997        | 2005      | 2005[D]    |
| Tucson Raceway Park              | Tucson, AZ     | ,375 milhas (0,604 km)  | N/A        | 1968        | 1982      | 2002[E]    |